# Джабуа, Ян Парнаозович
Ян Парнаозович Джабуа, другие варианты имени — Яни, Иани (1921 год, Зугдидский уезд, Кутаисская губерния, ССР Грузия — неизвестно, Зугдидский район, Грузинская ССР) — бригадир колхоза «Колхида» Зугдидского района, Грузинская ССР. Герой Социалистического Труда (1950).

## Биография
Родился в 1921 году в крестьянской семье в одном из сельских населённых пунктов Зугдидского уезда. Окончил местную начальную школу, потом трудился в сельском хозяйстве. В послевоенное время — бригадир колхоза «Колхида» Зугдидского района. За выдающиеся трудовые показатели по итогам работы колхоза в 1948 году был награждён Орденом Ленина.
В 1949 году бригада под его руководством собрала в среднем с каждого гектара по 7122 килограмма сортового чайного листа с площади 6 гектаров. Указом Президиума Верховного Совета СССР от 19 июля 1950 года удостоен звания Героя Социалистического Труда за «получение высоких урожаев сортового зелёного чайного листа и цитрусовых плодов в 1950 году» с вручением ордена Ленина и золотой медали «Серп и Молот» (№ 5255).
Этим же указом званием Героя Социалистического Труда были награждены председатель колхоза Калистрат Михайлович Шерозия, бригадиры Лаврентий Ерастович Джоджуа, Ражден Константинович Кадария, звеньевые Даниел Учанович Дараселия, Владимир Владимирович Джабуа, Имения Степанович Джабуа, колхозницы Ксения Тарасхановна Дараселия, Лена Алмасхановна Дараселия, Тамара Владимировна Латария и Ольга Тарасовна Рогава.
За выдающиеся трудовые достижения по итогам 1950 года награждён третьим Орденом Ленина.
После выхода на пенсию проживал в Зугдидском районе. Дата смерти не установлена.
Награды
- Герой Социалистического Труда
- Орден Ленина — трижды (29.08.1949; 1950; 01.09.1951)